# قطعات در هر میلیارد
قطعات در هر میلیارد (به انگلیسی: Parts per Billion) فیلمی محصول سال ۲۰۱۳ و به کارگردانی برایان هوریچی است. در این فیلم بازیگرانی همچون فرانک لانگلا، جنا رولندز، رزاریو داوسون، پن بدجلی، ترزا پالمر، جاش هارتنت، الکسیز بلدل، هیل هارپر و کانر لزلی ایفای نقش کرده‌اند.